# Kilpisjärvi (lac)
Le Kilpisjärvi est un lac situé à Enontekiö en Finlande et Kiruna en Suède,,.

## Présentation
Le lac Kilpisjärvi a deux parties l'Ylinen Kilpisjärvi et Alanen Kilpisjärvi.
Le lac Kilpisjärvi a une superficie de 37,33 kilomètres carrés et une altitude de 473 mètres.
Étant situé dans les alpes scandinaves, le lac est entouré de nombreux monts, notamment celui de Saana. Le lac est gelé la majeure partie de l'année à cause de son emplacement au nord et son altitude élevée.
La glace ne quitte le Kilpisjärvi que vers le milieu de l'été et la première neige tombe en septembre ou octobre.
À la dernière période glaciaire, la rive du lac Kilpisjärvi était à environ 20 mètres au-dessus du niveau actuel, ce qui peut être observé sur la rive sud du lac. 
Puis le lac est descendu à travers le Storfjorden (fi) jusqu'à l'océan Atlantique alors que la glace bloquait le passage vers la vallée de la Könkämäeno.